# Родові займенники
Родові попередники (англ. Generic antecedent) — є представниками класів, що позначаються звичайною мовою іншим словом (найчастіше займенником), у ситуації, коли стать зазвичай невідома або не має значення. Вони здебільшого виникають в узагальненому значенні і особливо поширені в абстрактному, теоретичному чи стратегічному дискурсі. Приклади (з антецедентом жирним шрифтом та відповідним займенником — курсив) включають «читачі Вікіпедії цінують їхню енциклопедію», «споживач, хто витрачає на цьому ринку».
Питання про відповідний стиль використання займенників для позначення таких родових попередників в англійській мові піддався політизації в 1970-х роках і залишається предметом суперечливих поглядів науковців до сьогодні.

## Лікування різними мовами
Багато мов поділяють наступне питання з англійською мовою: родовий антецедент — представницька особа класу, стать якої невідома або не має значення, але займенники мають гендерну залежність. Так в англійській мові розрізняють стать, використовуючи займенники, проте іменники не є індикатором граматичної статі, як правило, чоловічі, але іноді жіночі форми займенників використовуються для родового посилання, тому називається родовий вживання займенника. Контекст робить зрозумілий загальний намір використання в спілкуванні.
Наприклад: Амбітний науковець опублікує працю, як тільки вона завершить дослідження.
Якщо немає підстав вважати, що доповідач вважає, що амбітні науковці завжди жінки у відповідному контексті, використання її в цьому реченні повинно тлумачитися як загальне використання. Традиційно і він і вони використовувалися для цієї мети, але, особливо з дев'ятнадцятого століття, англійські довідники стилів часто рекомендували чоловічий рід як особливий родовий займенник. З середини ХХ століття використання займенника для цієї мети перешкоджає, частково тому, що використання його сприймається як тонко упереджене слухача, щоб припустити, що попередник є чоловічим. Запропоновано різні альтернативи.
З середини ХХ століття використання він для цього було відмовлено, частково через використання він сприймається як тонко упереджуючи слухача припустити, що попередник є чоловічим. Запропоновано різні альтернативи.

### Французька
У французькій мові як займенники однини, так і множини у третій особі позначені як граматична стать, а антецедент завжди має граматичну стать. Чоловіча форма «вони»,  ils , завжди використовується при посиланні на множину і граматично чоловічий предтеча, тоді як для множинних допоміжних засобів, які граматично жіночої форми, жіночої форми  elle вживається «вони». Так само в однині займенник третьої особи використовується для позначення граматично чоловічих допоміжних засобів і elle використовується для позначення граматично жіночих попередників. Таким чином, як для родових, так і для неродових антецедентів природна стать попередника, відомий чи невідомий, не має значення, оскільки вирішальним фактором для вибору посилального займенника є граматична стать попередника.
Деякі французькі спікери виступають за використання створених займенників, що не належать до статі, таких як іри або елс для ils et elles «вони (чоловічі) і вони (жіночі)») і celleux або целі для celles et ceux («ті (жіночі) та ті (чоловічі)»).

### Мандаринський китайський
У розмовному мандаринському китайському та пінінінській формі написання мандарина латинською азбукою не існує різниці між «він» і «вона» ( tā у кожному конкретному випадку, і не існує різниці між «вони (чоловічі)» та «вони (жіночі)» (tāmen у кожному випадку). Однак, коли мандарин пишеться символами, проводиться відмінність статі:  tā пишеться як 他 або 她 для «він» або «вона» відповідно, з  –Мен  (们) додано для множини. Для множинного родового антецеденту, такого як «люди (взагалі)» відмінювання займенник завжди буде писатися як форма чоловічого роду множини, якщо, як відомо, родова група є споконвічно жіночою (як у «жінок (взагалі)»), в якому випадку використовується жіноча форма. Для особливого родового антецеденту, такого як «хтось» відмінювальний займенник завжди пишеться як форма чоловічого роду однини, якщо, як відомо, родовий антецедент є споконвічно жіночим (як у «(невизначеної) жінки»).

## Стать в англійських займенниках
Якщо попередник — це річ, специфічна або родова (наприклад, сніговик) [3], а не людина, відповідний займенник для посилання на нього це, і ніяких труднощів не виникає. Так само, якщо антецедент — це більше ніж одне, знову-таки або конкретне, або родове, займенник Вони використовується для посилання на них, і знову не виникає труднощів.
Коли антецедент — це конкретна особа (стать якої тому відома), правильний займенник, що посилається, є будь-яким він  або вона, залежно від статі людини. Коли антецедент — це конкретна група з двох і більше людей, займенник Вони використовується, знову ж таки, не виникаючи ніяких труднощів. А коли антецедент — родовий і множинний, знову займенник Вони  використовується і не є проблематичним, тому що Вони не є гендерним.
Але складність виникає при виборі однини займенника для позначення єдиної не визначеної людини (стать якої невизначений, оскільки посилання є рівною мірою гіпотетичним чоловіком або гіпотетичною жінкою). Зокрема, збігання загального використання із стереотипізацією гендерних ролей призвело до суперечок англійською мовою.
- Медсестра має запевнитись, що вона достатньо відпочиває.
- Офіцер поліції повинен підтримувати  свою фізичну форму.
- Танцюрист повинен дотримуватися її дієти ретельно.
- Керівник повинен з повагою ставитися до свого персоналу.

У цих прикладах деякі доповідачі можуть означати, що всі медсестри жінки, або що всі начальники чоловічої статі, а інші можуть вважати займенники загальними, а отже, і неспецифічними для статі. Неоднозначність виникає з можливості того, що слухач міг інтерпретувати значення по-різному від того, що мав намір оратор.

## Підходи, які взяті з англійської мови
Оратори всіх мов використовують слова  і те й інше  робити розрізнення  і  узагальнити:
- Приклад розрізнення: Моя  мати  думає …, але мій  батько  каже….
- Приклад узагальнення:  Батьки  вірять ….
- Приклад узагальнення:  Будь-який  [або  Кожен  ]  батько  вірить ….

Що стало спірним серед користувачів англійської мови, це вибір займенника для посилання на узагальнений, а значить, і родовий, одниновий попередник, такий як будь-який батько, або  кожен батько. Приклади прийнятих, спірних та неможливих споруд англійською мовою включають:
- Усі  люди бувають голодними, тому  Вони  їдять.  Прийнятний  ( Все населення  множина).
- Усі  люди бувають голодними, тому вона  їсть.  Неправильно  якщо  все населення  є передбачуваним попередником  вона  (займенник однини не може мати антецедент множини).
- Кожен  відчуває спрагу, тому  він  п'є воду.  Суперечка  (Є  він  родові, чи всі члени групи чоловічі)?
- Кожен  відчуває спрагує, тому  Вони  п'ють.  Прийнятний  (Тривалий у використанні (наприклад, Шекспір); але неприйнятний деякими застарілими джерелами, такими як  Елементи стилю, але схвалено багатьма посібниками сучасного стилю.
- Кожен  відчуває спрагу, так  він або вона  п'ють.  Невідповідний (особливо якщо використовується повторно) і не рекомендується Чикаго керівництво стилем, та ін.
- Коли людина втомилася,  вона  спить.  Суперечка  (Вона — це конкретний  чи родовий займенник)?

Англійські вказівки до 1980-х підтримували використання  він  як особовий займенник, який може стосуватися як чоловіків, так і жінок (родове вживання). Використання родового  він  однак, ця тенденція пішла на спад у 1960-х роках.
Багато сучасних підручників зі стилю заперечують загальні конструкції або приймають інші підходи, ніж загальні  він. Деякі письменники вважають за краще чергувати чоловіче та жіноче родове використання, щоб забезпечити чіткість без появи упередженості. Інші спікери навмисно використовують жіночі родові форми як політичну чи культурну заяву проти загальноприйнятої практики родового використання чоловічої форми. Дослідження використання англійської мови за останні двадцять років показує це  Вони  Зараз це найпоширеніший спосіб, по якому сучасні оратори та письменники відносять до загальних попередників.

### Сучасні рішення
Оратори, які виступають проти гендерної рольової стереотипізації, часто використовують одну з наступних стратегій.
- Керівник повинен з повагою ставитися до її  персоналу (вживання займенника  навпроти  до очікуваної статі).
- Керівники повинен з повагою ставитися до свого персоналу (створення антецеденту множини, що вимагає використання займенника множини, яке англійською мовою не є гендерним).
- Керівник повинен з повагою ставитися до свого персоналу  (використання однини вони, неправильне в офіційній англійській мові за деякими джерелами, особливо старішими або традиційними, але прийняте іншими).
- Керівник повинен з повагою ставитися до eir персоналу (рідкісне вживання займенника).

Існує історичний прецедент щодо третього варіанту [2], а також популярного сучасного використання.  Однак існують сучасні, а також історичні стильові посібники, які відштовхують цей варіант.
«Більшість  вчених відхиляє використання  Вони  з особливими антецедентами. 82 % вважають, що  антецедент є неприйнятним „Типовий студент навчається близько шести років, щоб  написати курсову роботу“. Науковці розрізняють іменники однини, такі як  типовий студент  та займенники, які є граматично однини, але семантично множини, такі як „будь-хто  і  всі“» .

### Інші альтернативи
Інші варіанти, крім родових займенників, перефразування у множині чи вживання  Вони  може добре підходити до одних контекстів, але проблематично в інших.
- Бос повинен поважати її чи його  персонал добре.
- Якщо (s) він  робить, це добре. (Випуск: лише письмовий варіант).
- Thon будуть щасливі, так і вони. (Проблема:  жоден  з придуманих займенників — Тхон, Ксе та багатьох інших — прийнято в мову).

Неозначений особистий займенник,  один, є належним чином єдиним та неспецифічним щодо статі; але він може приймати лише «один» як попередник.
- Він сам піклується про себе.

### Думки
Деякі сучасні рецептивісти стверджують, що вони  правильно вживають Вони  в певних контекстах, щоб зробити його дійсним або навіть обов'язковим у всіх. Інші рецептуристи стверджують, що це загальне  він  слід заборонити. Обидві ці точки зору знайшли багато послідовників; однак вони, як правило, не описують точно використання або обґрунтування широкого спектра варіантів, поширених в англійській мові.
«Реформи, пов'язані з гендерною ознакою, мають явний політичний намір і є пошуком соціальної справедливості, а не прагненням до більш послідовної логіки. І на відміну від інших політичних мовних реформ, які, як правило, обмежуються окремими назвами для етнічних груп, гендерні реформи включають основні граматичні компоненти, такі як займенники, основні граматичні правила, як угода про займенники, та основні слова, як  людина,  батько,  самець  і  жіночий. Деякі з цих елементів існують у мові вже понад тисячу років. Тому не дивно, що зусилля щодо їх скасування часто можуть бути важким ділом».